# Wingersheim les Quatre Bans
Wingersheim les Quatre Bans község Franciaország Grand Est régiójában, Bas-Rhin megyében. Új községként 2016. január 1-jén jött létre Gingsheim, Hohatzenheim, Mittelhausen és Wingersheim korábbi község egyesítésével.

## Népesség
| Lakosok száma | 2292 | 2311 | 2330 | 2339 | 2338 | 2340 |
|               | 2017 | 2018 | 2019 | 2020 | 2021 | 2022 |